# Orde de Francisco Morazán
L'Ordre de Francisco Morazán, també anomenada "Ordre de Morazán", el govern de la república d'Hondures, en va establir la creació l'1 de març de 1941, com a part dels homenatges del primer centenari de la mort del paladí i heroi general Francisco Morazán (1792-1842), L'ordre és lliurada a persones i representants de la diplomàcia nacionals i internacionals pels seus «eminents serveis prestats per importants beneficis dispensats a la humanitat o per notoris mèrits en el camp de la cultura».

## Descripció de la insígnia
El disseny de medalla té com a referent el de la seva predecessora Ordre de Santa Rosa i de la Civilització d'Hondures creada durant la presidència del general José María Medina.
La insígnia consisteix en una joia amb forma d'estel de vuit puntes d'esmalt blanc creu de malt amb boles d'or en vuit punts, i una prima franja blava paral·leles a les vores de la creu, sobre una corona de llorer verd lloc. Dins d'aquest anell blau, la medalla conté el retrat del general José Francisco Morazán Quezada 1792-1842.
En el revers porta un sol naixent i radiant, tenint enrere, cinc volcans que representen simbòlicament als Estats de l'Antiga Federació de Centreamèrica, i sobre els volcans, un capell frigio, i sobre l'anell blau compta amb la llegenda "República d'Hondures, Lliure, Sobirana i Independent”.
S'encasta en una piràmide, en la base de la qual s'aprecia un volcà flanquejat per dues torres.
La cinta és de color blau, blanc i blau, els colors de la bandera d'Hondures.

## Graus
L'Ordre actualment és de sis graus. La subdivisió dels grans oficials en dues classes amb diferents estels són especials.
- Gran Cruz, Placa d'Or
- Gran Cruz, Placa de Plata
- Gran Oficial
- Comendador
- Oficial
- Caballero

## Condecorats
En el cas de l'Ordre Morazán i l'Ordre Civil José Cecilio de la Vall, ambdues són atorgades pel president de la República a proposta del Consell de l'Ordre, integrat pels ministres d'Educació, Cultura, Turisme, Interior, i encapçalat pel secretari de Relacions Exteriors.
- Juan Carlos I d'Espanya (13/09/1977)[5]
- Sofia d'Espanya (13/09/1977)[5]
- Gustavo Díaz Ordaz (1966)
- José Francisco Conde Ortega
- Rafael Corretja
- Ramón Ernesto Cruz Uclés
- Yaacov Levi israel (1998) “serveis excepcionals prestats a la pàtria o a la humanitat”. huracà mitch
- Héctor Enrique Santos Hernández
- Kenneth Hoadley[6]
- Agustín Núñez Martínez
- Ignacio Rupérez Rubio (2010)
- Hugo Chávez (2014)[7]
- Álvaro Ortega Santos (2015)[8]